# Бен Окри
Бен Окри (на английски: Ben Okri) е нигерийски драматург, поет и писател на произведения бестселъри в жанра драма и лирика. Считан е за един от видните африкански постмодернисти.

## Биография и творчество
Бен Окри е роден на 15 март 1959 г. в Мина, западната част на Централна Нигерия, в семейството на Грейс и Силвър Окри. Баща му е от народността Урхобо, а майка му от Игбо. Баща му премества семейството си в Лондон, за да следва право, когато Бен е на по-малко от две години. Бен отраства в Лондон и учи в основно училище в Пекъм. През 1968 г. семейството се мести обратно в Нигерия, където баща му работи като адвокат в Лагос. Става свидетел на гражданската война в Нигерия дала отражение на творчеството му.
На 14-годишна възраст започва да пише статии по социални и политически въпроси, а след това разкази, които са публикувани в женски списания и вечерни вестници. През 1978 г. се премества в Англия и следва сравнителна литература в Университета в Есекс със стипендия от нигерийското правителство. Когато финансирането за стипендията свършва, той започва да пише усилено.
Дабютният му роман „Flowers and Shadows“ (Цветя и сенки) е издаден през 1980 г., а следващият „The Landscapes Within“ (Пейзажите отвътре) през 1981 г. Главни герои в него са двама млади мъже, които се борят да осмислят разпада и хаоса, случващи се както в тяхното семейство, така и в Нигерия. Сюжетите в сборника му „Stars of the New Curfew“ (Звезди от новия комендантски час) са разположени в Лагос и Лондон.
В периода 1983 – 1986 г. работи в списание „West Africa“ и в периода 1983 – 1985 г. е сътрудник на „BBC World Service“, като продължава да пише и да публикува. От 1988 г. три години живее в Нотинг Хил.
Романът му „Изгладнелият път“ от едноименната поредица е издаден през 1991 г. Той представя историята на Азаро, абику („духовно дете“) и стремежа му към идентичност на фона на социалните и политически сътресения на африканска нация. Романът печели престижната награда „Букър“.
Произведенията не са с политическа насоченост, но въпреки това предават ясни и неотложни послания за необходимостта африканците да реформират своята идентичност.
В периода 1991 – 1993 г. Бен Окри е сътрудник по творчески изкуства в Тринити Колидж в Кеймбриджкия университет. Става член на Кралското литературно общество през 1987 г. Вицепрезидент е на английския PEN-център и е член на борда на Кралския национален театър.
Удостоен е с почетни докторски степени от университетите в Уестминстър (1997) и Есекс (2002). През 2001 г. е удостоен отличието Офицер на Ордена на Британската империя. Получава наградата „Кристал“ от Световния икономически форум за изключителния му принос в изкуствата и междукултурното разбиране.
Бен Окри живее със семейството си в Лондон.

## Произведения

### Самостоятелни романи
- Flowers and Shadows (1980)
- The Landscapes Within (1981)
- Incidents at the Shrine (1986)
- Birds of Heaven (1993)
- Astonishing the Gods (1995)
Да изумиш боговете, сп. „Съвременник“ (2004), прев. Виделина Димитрова
- Dangerous Love (1996)
- A Way of Being Free (1997)
- Alfredo Jaar – The Lament of Images (1999)
- Mental Fight (1999)
- In Arcadia (2002)
- Starbook (2007)
- Tales of Freedom (2009)
- The Freedom Artist (2019)

### Серия „Изгладнелият път“ (Famished Road)
1. The Famished Road (1991)
Изгладнелият път, изд.: ИК „Прозорец“, София (2015), прев. Петя Петкова
2. Songs of Enchantment (1993)
3. Infinite Riches (1998)

### Новели
- The Age Of Magic (2014)
- Every Leaf a Hallelujah (2021)

### Сборници
- Stars of the New Curfew (1988)
- An African Elegy (1992) – поезия
- Wild (2012) – поезия
- The Magic Lamp (2017) – с Розмари Клуни
- Rise Like Lions (2018) – поезия
- A Comic Destiny (2019)
- A Prayer for the Living (2019)
- A Fire in My Head (2021) – поезия

### Документалистика
- A Time for New Dreams (2011)
- The Mystery Feast (2015)

### Екранизации
- 1996 Great Railway Journeys – документален тв сериал, 1 епизод
- 2014 N: The Madness of Reason – документален